# David Arnsperger
David Arnsperger (* 23. Januar 1982 in Freiburg im Breisgau) ist ein deutscher Sänger (Bariton) und Schauspieler.

## Leben
David Arnsperger wuchs in Freiburg auf. Erste Bühnenerfahrung sammelte er während seiner Schulzeit im Zirkus Harlekin und am Theater Freiburg.
Nach dem Abitur mit Schwerpunkt Musik zog David Arnsperger zum Studium nach Berlin, wo er an der Universität der Künste im Studiengang Musical/Show u. a. von Ute Becker und Peter Kock ausgebildet wurde. 2007 bestand er sein Diplom mit Auszeichnung.
Zur Weiterentwicklung seiner stimmlichen Qualitäten absolvierte er anschließend ebenfalls an der Universität der Künste ein weiteres Studium im Fach Gesang/Musiktheater bei Ute Trekel-Burckhardt, welches er 2010 mit einem Bachelor of Music abschloss.

## Engagements
- 2006: Evita, Theater Hagen, Rolle: Ché Guevara
- 2007: Imeneo, UNI.t Berlin, Rolle: Angenio
- 2008: Limonen aus Sizilien, UNI.t Berlin, Rolle: Schließer
- 2009–2010: Cosi fan Tutte, E-Werk Berlin, Rolle: Don Alfonso[4]
- 2011–2012: Cats, Rolle: Munkustrap
- 2013: Rocky – Das Musical, Operettenhaus Hamburg, Rolle: Rocky
- 2013–2015: Das Phantom der Oper, Theater Neue Flora, Rolle: Phantom
- 2015: Sweeney Todd, Welsh National Opera, Rolle Sweeney Todd
- 2017: Dracula, Theater Nordhausen, Rolle: Dracula[5]

## Auszeichnungen
Zahlreiche Wettbewerbe konnte David Arnsperger für sich entscheiden:
- 2005: 1. Preis im Hauptwettbewerb Musical beim 34. Bundeswettbewerb Gesang Berlin[6]
- 2006: 1. Platz bei der WestLB Sommerakademie in Form eines Stipendiums für die Royal Academy of Music in London, wo er bei Mary Hammond und David White studierte.
- 2010: 2. Preis bei der Lotte Lenya Competition der Kurt Weill Foundation in New York.[2]

## Belege
1. ↑  Stiftung für Kinder
2. 1 2  Biografie von David Arnsperger. Abgerufen am 19. April 2020.
3. ↑  David Arnsperger. In: musical1.de. Abgerufen am 25. Februar 2022.
4. ↑  David Arnsperger: Lebenslauf. (PDF) Abgerufen am 14. Februar 2021.
5. ↑  David Arnsperger. In: Theater Freiburg. Abgerufen am 25. Februar 2022.
6. ↑  David Arnsberger. In: landestheater-linz.at. Abgerufen am 25. Februar 2022.

| Personendaten    | Personendaten                               |
| ---------------- | ------------------------------------------- |
| NAME             | Arnsperger, David                           |
| KURZBESCHREIBUNG | deutscher Sänger (Bariton) und Schauspieler |
| GEBURTSDATUM     | 23. Januar 1982                             |
| GEBURTSORT       | Freiburg                                    |